# Ely Capacio
Eliezer "Ely" Capacio (Palo, 14 maart 1955 - 23 februari 2014) was een Filipijns basketballer, basketbalcoach en bestuurder.

## Biografie
Ely Capacio werd geboren op 14 maart 1955 in Palo in de Filipijnse provincie Leyte. Capacio speelde in de jaren 80 voor de Tanduay Rhummasters in de PBA. In 324 wedstrijden voor de Rhummasters behaalde hij een gemiddelde van 5,5 punten en 5,4 rebounds. Capacio kwam ook op diverse toernooien uit voor het Filipijns nationaal basketbalteam. Na zijn loopbaan als basketballer werd hij assistentcoach bij de Purefoods Tender Juicy Giants. Toen hoofdcoach Baby Dalupan in 1991 stopte nam Capacio het over. In de eerstvolgende kampioenschap won Capacio direct zijn eerste en enige PBA-titel als coach nadat zijn team in de finale van het All-Filipino conferentie de Diet Sarsi Sizzlers met 3-2 versloeg. Na zijn periode als coach was Capacio jarenlang voorzitter van de PA-competitie. Ook was hij teammanager van de San Miguel Beermen en zat hij in de raad van bestuur van de PBA. Tevens was hij vicepresident voor Human Resources bij Purefoods.
Capacio overleed in 2014 op 58-jarige leeftijd aan de gevolgen van een gescheurd aneurysma.